# Pokémon Radio Show! ロケット団ひみつ帝国
『Pokémon Radio Show! ロケット団ひみつ帝国』（ポケモンラジオショー! ロケットだんひみつていこく）は、InterFMとアニメイトTV、あにてれ、キッズステーションのWEBラジオで放送されていたラジオ番組。

## 概要
テレビアニメ「ポケットモンスターシリーズ」に登場する組織「ロケット団」のボスであるサカキの野望・世界征服を叶えるため、団員であるムサシ（声 - 林原めぐみ）・コジロウ（声 - 三木眞一郎）・ニャース（声 - 犬山イヌコ）の3人が、「全世界70億人をロケット団員の一員にすること」を目的としたという設定で放送されているラジオ番組である。なお、ロケット団と林原・三木・犬山とは友人関係という設定にある。
番組放送開始の発表に先行する6月2日に、Twitterの公式アカウントが開設されている。
「ポケットモンスターシリーズ」の音響監督である三間雅文の発案であると共に 、構想に1年半かかったとのこと。また、三間は構成も担当する。
一般的なラジオ番組と同じく合間にはCMが挟まれ、そのナレーションは『ポケットモンスター ベストウイッシュ』の登場人物が務めている。Twitterの公式アカウントでは、ノボリ・クダリがなにかしらラジオに関わるかのような事をほのめかす呟きがあった。なお、このCMはアニメイトTV・あにてれ・キッズステーションでのネット配信版ではカットされている。また、著作権の都合で一部の楽曲もネット配信版ではカットされている。
9月30日に放送された第14回はタイトルが『Pokémon Radio Show! サトシのポケモンゲットだぜ!』（ポケモンラジオショー! サトシのポケモンゲットだぜ!）となっており、当番組をサトシ（声 - 松本梨香）がジャックしたという設定になっている。
番組開始前に収録したパイロット版が存在しており（ゲストは小西克幸）、放送はされていないが番組のラジオCDに収録されている。

## 放送時間
| 放送局             | 放送日時                | 放送時間           | 備考                              |
| ------------------ | ----------------------- | ------------------ | --------------------------------- |
| InterFM            | 2012年7月1日 - 12月23日 | 日曜 19:00 - 19:30 |                                   |
| アニメイトTV       | 2012年7月2日 - 12月24日 | 月曜 更新          | バックナンバー配信は最新回のみ    |
| あにてれ           | 2012年7月2日 - 12月24日 | 月曜 更新          | バックナンバー配信は最新2回分のみ |
| キッズステーション | 2012年7月2日 - 12月24日 | 月曜 更新          | バックナンバー配信は最新2回分のみ |

## コーナー
ポケモンの育て屋さん、いらっしゃーい
（第1回-、ただし第13・14・最終回では変則放送）
ポケモンを育てるスペシャリスト（アニメ「ポケットモンスターシリーズ」出演声優）をゲストに迎え、話を聞くコーナー。
ゲストはパーソナリティとラップで掛け合いをしながら自己紹介する。
第13回ではヤマト・コサブロウがパーソナリティを務めゲストに林原めぐみと三木眞一郎の二人を迎えたが、ニャースの夢だったため自己紹介のみで終わった。
第14回は松本がパーソナリティを務めた関係上「今週のゲストは、キミに決めた!」というタイトルでほぼ同一の内容が放送された。
最終回ではゲストの椿姫がポケモンの声優ではなくロケット団のファンであったため、「ロケット団大好きさん、いらっしゃーい」というタイトルで放送された。
ロケット団知識チェック ぎゅうっと短いイントロクイズ
（第1・2・6・8・11・13・16回）
ポケモンソングのイントロクイズ。ニャースが出題役、ムサシ・コジロウが回答役となる。ポケモンの名前を3匹挙げ、回答権を得て曲名を答える。問題で使用する音源は通常のイントロに加えて倍速や逆再生といった加工が施されている場合がある。外れると罰ゲームとして洗濯バサミを付けられてしまう。ただし、ダミーとしてポケモンで使用されていない曲が流れたこともあった。
QQ指令 先取り 新アイテムためしてなんぼのコーナー
（第2・3・4・5・7・11・18・19・21・23回）
ロケット団新兵器開発部・QQ（ダブルキュー）のゲットした新アイテムを試用し、その感想を本部へと送る事を目的としたコーナー。新アイテムの画像は放送中にツイッターで投稿される。
ポケモン知識チェック 描いて泣いてマルマインのコーナー
（第12・13・17・20・22・24・25回）
ロケット団がどのくらいポケモンを知っているか、どれくらい覚えているかチェックするコーナー。お題のポケモンの絵を30秒以内に描き、それを当てるクイズ。外れると罰ゲームとして洗濯バサミを付けられてしまう。放送中ツイッターのアカウントに描いた絵の画像を投稿し、視聴者も一緒に考えることが出来るようにしている。
一気に振り返る、ポケモン15年
（第14回のみ）
松本が歴代のポケモンソングを独断と偏見で厳選して、ランキング形式で発表する。

## 放送リスト
| 回数   | 放送日        | ゲスト                                                               | CM担当者                                                                                      | 備考                                               |
| ------ | ------------- | -------------------------------------------------------------------- | --------------------------------------------------------------------------------------------- | -------------------------------------------------- |
| 第1回  | 2012年 7月1日 | 大谷育江（ピカチュウ役）                                             | ノボリ、クダリ（サブウェイマスター） （声 - 佐藤健輔、古島清孝）                              |                                                    |
| 第2回  | 7月8日        | 石塚運昇（オーキド博士役）                                           | ノボリ、クダリ（サブウェイマスター） （声 - 佐藤健輔、古島清孝）                              |                                                    |
| 第3回  | 7月15日       | 中島愛（メロエッタ役）                                               | ノボリ、クダリ（サブウェイマスター） （声 - 佐藤健輔、古島清孝）                              |                                                    |
| 第4回  | 7月22日       | うえだゆうじ（タケシ役）                                             | ノボリ、クダリ（サブウェイマスター） （声 - 佐藤健輔、古島清孝）                              |                                                    |
| 第5回  | 7月29日       | 山寺宏一（コバルオン役）                                             | ノボリ、クダリ（サブウェイマスター） （声 - 佐藤健輔、古島清孝）                              |                                                    |
| 第6回  | 8月5日        | 小林幸子（ガルーラ役）                                               | ノボリ、クダリ（サブウェイマスター） （声 - 佐藤健輔、古島清孝）                              |                                                    |
| 第7回  | 8月12日       | 宮野真守（デント役）                                                 | ノボリ、クダリ（サブウェイマスター） （声 - 佐藤健輔、古島清孝）                              | ゲスト外で中川翔子（ケルディオ役）が終盤に電話出演 |
| 第8回  | 8月19日       | かないみか（プリン役）                                               | ノボリ、クダリ（サブウェイマスター） （声 - 佐藤健輔、古島清孝）                              |                                                    |
| 第9回  | 8月26日       | 佐藤健輔（ノボリ役） 古島清孝（クダリ役）                            | ノボリ、クダリ（サブウェイマスター） （声 - 佐藤健輔、古島清孝）                              |                                                    |
| 第10回 | 9月2日        | 悠木碧（アイリス役）                                                 | ノボリ、クダリ（サブウェイマスター） （声 - 佐藤健輔、古島清孝）                              |                                                    |
| 第11回 | 9月9日        | 愛河里花子（ゼニガメ役）                                             | ノボリ、クダリ（サブウェイマスター） （声 - 佐藤健輔、古島清孝）                              |                                                    |
| 第12回 | 9月16日       | 豊口めぐみ（ヒカリ役）                                               | ノボリ、クダリ（サブウェイマスター） （声 - 佐藤健輔、古島清孝）                              |                                                    |
| 第13回 | 9月23日       | 勝生真沙子（ヤマト役） 子安武人（コサブロウ役） 三宅健太（サカキ役） | ノボリ、クダリ（サブウェイマスター） （声 - 佐藤健輔、古島清孝）                              | ヤマト・コサブロウが冒頭部パーソナリティ           |
| 第14回 | 9月30日       | 飯塚雅弓（カスミ役）                                                 | ノボリ、クダリ（サブウェイマスター） （声 - 佐藤健輔、古島清孝）                              | サトシ（声 - 松本梨香）がパーソナリティ            |
| 第15回 | 10月7日       | 小桜エツコ（ポッチャマ役）                                           | ジョーイ、ジュンサー 花園歌劇団 （どちらも声 - 藤村知可、たかはし智秋）                       | ゲスト外でたなかひろかずが終盤に出演               |
| 第16回 | 10月14日      | たかはし智秋（ジュンサー役）                                         | ジョーイ、ジュンサー 花園歌劇団 （どちらも声 - 藤村知可、たかはし智秋）                       |                                                    |
| 第17回 | 10月21日      | こおろぎさとみ（トゲピー役）                                         | ジョーイ、ジュンサー 花園歌劇団 （どちらも声 - 藤村知可、たかはし智秋）                       |                                                    |
| 第18回 | 10月28日      | 阪口大助（マスキッパ役）                                             | ジョーイ、ジュンサー 花園歌劇団 （どちらも声 - 藤村知可、たかはし智秋）                       |                                                    |
| 第19回 | 11月4日       | 井上喜久子（トゲキッス役）                                           | ポケモンメイトインフォメーション ジョーイ、ジュンサー （どちらも声 - 藤村知可、たかはし智秋） |                                                    |
| 第20回 | 11月11日      | 水田わさび（チャオブー役）                                           | ポケモンメイトインフォメーション ジョーイ、ジュンサー （どちらも声 - 藤村知可、たかはし智秋） |                                                    |
| 第21回 | 11月18日      | 福圓美里（ミジュマル役）                                             | ポケモンメイトインフォメーション ジョーイ、ジュンサー （どちらも声 - 藤村知可、たかはし智秋） |                                                    |
| 第22回 | 11月25日      | 西村ちなみ（ワニノコ役）                                             | ポケモンメイトインフォメーション ジョーイ、ジュンサー （どちらも声 - 藤村知可、たかはし智秋） |                                                    |
| 第23回 | 12月2日       | 伊東みやこ（ラッキー役）                                             | ポケモンメイトインフォメーション ジョーイ、ジュンサー （どちらも声 - 藤村知可、たかはし智秋） |                                                    |
| 第24回 | 12月9日       | 藤村知可（ヤナップ役）                                               | ポケモンメイトインフォメーション ジョーイ、ジュンサー （どちらも声 - 藤村知可、たかはし智秋） |                                                    |
| 第25回 | 12月16日      | 渡辺明乃（ズルッグ役）                                               | ポケモンメイトインフォメーション ジョーイ、ジュンサー （どちらも声 - 藤村知可、たかはし智秋） |                                                    |
| 最終回 | 12月23日      | 椿姫彩菜                                                             | ポケモンメイトインフォメーション ジョーイ、ジュンサー （どちらも声 - 藤村知可、たかはし智秋） |                                                    |

## ラジオCD
- Pokemon Radio Show! ロケット団ひみつ帝国1 ムサシ盤 (2013年2月22日発売)
- Pokemon Radio Show! ロケット団ひみつ帝国2 コジロウ盤 (2013年3月29日発売)
- Pokemon Radio Show! ロケット団ひみつ帝国3 ニャース盤 (2013年4月26日発売)
- Pokemon Radio Show! ロケット団ひみつ帝国 Selection (2013年4月26日発売)
- Pokemon Radio Show! ロケット団ひみつ帝国 幻のパイロット版 (非売品)

幻のパイロット版はアニメイトでムサシ盤・コジロウ盤・ニャース盤全巻購入特典CD。ゲストに小西克幸を迎えた未放送の第0回を収録。